# 丸山 (船橋市)
丸山（まるやま）は、千葉県船橋市の地名。現行行政地名は丸山一丁目から丸山五丁目。郵便番号273-0048。

## 地理
周囲は利根川水系の大柏川・二和川に囲まれている、周囲を鎌ケ谷市に囲まれた船橋市の飛地である。道野辺・東道野辺・馬込沢・西道野辺と隣接する。

### 地価
住宅地の地価は、2014年（平成26年）1月1日の公示地価によれば、丸山5-33-11の地点で11万1000円/m2となっている。

## 歴史
藤原と同じく、江戸時代延宝年間に新しく開かれた新田集落であり、藤原と同様に行徳と深いつながりがある。明治時代になって法典村に属し、大字となった。やがて1937年に船橋市が誕生し、1940年に新町名が設定された際に「丸山町」に変更、1976年には住居表示が実施され、現在の「丸山1～5丁目」となる。

### 地名の由来
丸山の地名は、馬込沢あたりから見た場合、台地が丸い山のように見えるので名づけられたという。ただ、丸山地区は、平面的にも丸い形で飛び出ているので、丸い台地の意から名づけられたとも考えられる。

## 世帯数と人口
2017年（平成29年）11月1日現在の世帯数と人口は以下の通りである。
| 丁目       | 世帯数    | 人口     |
| ---------- | --------- | -------- |
| 丸山一丁目 | 1,078世帯 | 2,199人  |
| 丸山二丁目 | 1,253世帯 | 2,733人  |
| 丸山三丁目 | 1,207世帯 | 2,867人  |
| 丸山四丁目 | 998世帯   | 2,356人  |
| 丸山五丁目 | 729世帯   | 1,590人  |
| 計         | 5,265世帯 | 11,745人 |

## 小・中学校の学区
市立小・中学校に通う場合、学区は以下の通りとなる
| 丁目       | 番地         | 小学校                                                | 中学校             |
| ---------- | ------------ | ----------------------------------------------------- | ------------------ |
| 丸山一丁目 | 全域         | 船橋市立法典東小学校 船橋市立丸山小学校 ※どちらか選択 | 船橋市立法田中学校 |
| 丸山二丁目 | 全域         | 船橋市立丸山小学校                                    | 船橋市立法田中学校 |
| 丸山三丁目 | 全域         | 船橋市立丸山小学校                                    | 船橋市立法田中学校 |
| 丸山四丁目 | 全域         | 船橋市立丸山小学校                                    | 船橋市立法田中学校 |
| 丸山五丁目 | 20番15～18号 | 船橋市立丸山小学校                                    | 船橋市立法田中学校 |
| 丸山五丁目 | その他       | 船橋市立法典東小学校                                  | 船橋市立法田中学校 |

## 交通
東武野田線が南北に縦貫するが鉄道駅は設置されていない。最寄駅は南側の馬込沢駅となる。

## 施設
- 誠心寺（1丁目）
- 船橋市立丸山小学校（4丁目）
- 船橋市立法典東小学校（5丁目）
- 健伸幼稚園（5丁目）
- 丸山ゴルフセンター（4丁目）
- 馬込沢駅前郵便局（5丁目）
- 京葉銀行馬込沢支店（5丁目）
- （株）湯浅馬込沢給油所（5丁目）
- 雇用促進住宅丸山宿舎（2丁目）